# D.M. Turner
Pour les articles homonymes, voir Turner.
D.M. Turner  (5 octobre 1962 - 31 décembre 1996), explorateur des mondes psychédéliques, fut un psychonaute autodidacte. Il est l'auteur de deux livres consacrés aux drogues psychédéliques. Le plus important, The Essential Psychedelic Guide, fut le premier de son genre et est considéré comme un rapport de première main sur les effets subjectifs (altération de la conscience et hallucinations) de diverses substances psychédéliques.
Son autre livre, Salvinorin, The Psychedelique essence of Salvia Divinorum est consacré entièrement à la salvia divinorum et contient de nombreux comptes rendus de voyages.
Bien qu'il ne fut pas considéré comme un scientifique sérieux ses travaux firent connaitre au grand public de nombreux psychédéliques. Turner explora particulièrement les combinaisons de psychédéliques et leurs effets synergiques, parfois terrifiants.
D.M. Turner mourut le 31 décembre 1996. Il a été retrouvé mort noyé dans sa baignoire après s'être injecté une quantité inconnue de kétamine.